# Антикомуністична добровольча міліція
Антикомуністична добровольча міліція (італ. Milizia Volontaria Anti Comunista, MVAC) — місцеві допоміжні мілітаризовані з'єднання, що складалися з четників та словенських антипартизанських угруповань в окупованих Італією районах Югославії. Цю назву застосовували також по відношенню до аналогічних словенських допоміжних з'єднань, розташованих в анексованих Італією частинах Словенії, та чорногорських з'єднань у Чорногорії. Мала яскраве католицьке та фашистське забарвлення.

## Історія
Антикомуністична добровольча міліція формально була створена після укладення 19 червня 1942 італо-хорватської угоди, підписаної Маріо Роаттою і Анте Павеличем. 23 червня 1942 за допомогою лідера четників Ілії Трифуновича-Бірчанина італійці сформували перші бойові одиниці Антикомуністичної добровольчої міліції задля знищення комунізму. У 1942—43 переважна більшість четників в окупованій Італією території Югославії приєдналася до лав італійських допоміжних загонів міліції та була укомплектована італійцями. Згідно з генералом Джакомо Зануссі, всього в допоміжній міліції перебувало 19-20 тис. четників, озброєних 30 тис. гвинтівок, 500 кулеметами, 100 мортирами, 15 гарматами, мали 250 тис. ручних гранат, 7 млн снарядів; також вони мали 7-8 тис. пар взуття.
Починаючи з 1941 загони міліції під командуванням італійських військових діяли в Чорногорії, Боснії і Герцеговині та Лиці; з 1942 — також у Далмації. Саме в останній допоміжні воєнізовані одиниці отримали назву Антикомуністичні добровольчі угруповання, яка стала основною, а згодом — після реорганізації у червні 1942 — і офіційною. З середини 1942 бойові угруповання четників були легалізовані італійським командуванням у Незалежній Державі Хорватія. Ще в червні 1942 близько 4,5 тис. четників діяло на території Чорногорії, а вже 28 лютого 1943 більше 20,5 тис. четників діяло в Незалежній Державі Хорватія.
6 серпня 1942 вже існуючі місцеві допоміжні військові формування чисельністю 7 тис. чоловік на підконтрольній Італії частині Словенії — Добровольча антикомуністична міліція (словен. Prostovoljna protikomunistična milica, bela garda, Vaška straža) та Легіон смерті (словен. Legija Smrti; італ. Legione della Morte) — отримали спільну назву Антикомуністична добровольча міліція, хоча обидві вони зберігали власні специфічні характеристики.
За планами, антикомуністична добровольча міліція мала бути організована в єдину Словенську Національну Армію (словен. Slovenska Narodna Vojska), однак цим планам не вдалося здійснитися. Після капітуляції Італії у серпні 1943 угруповання було частково знищене прокомуністичними партизанами. Учасники формування, що залишилися в живих, перебралися до територій, окупованих Третім Рейхом.

## Бойові одиниці
| Одиниця                           | Православні | Католики | Мусульмани | Загалом | Одиниці | Дивізіони                                        |
| --------------------------------- | ----------- | -------- | ---------- | ------- | ------- | ------------------------------------------------ |
| 5-й армійський корпус             | 4,313       |          |            | 4,313   | 20      | Ломбардія 2, Рe 18                               |
| 6-й армійський корпус             | 8,385       | 511      | 780        | 9,676   | 22      | Марше 6, Мессіна 2, Мурге 14                     |
| 17-й армійський корпус            | 7,816       | 321      |            | 8,137   | 21      | Сасарі 17, Бергамо 4                             |
| Загалом (окуповані території)     | 20,514      | 832      | 780        | 22,126  |         |                                                  |
| Словенія (11-й армійський корпус) |             |          |            | 5,145   | 40      | Ізонцо, Альпійські мисливці, прикордонні війська |
| Далмація (18-й армійський корпус) |             |          |            | 882     | 13      |                                                  |
| Котор (6-й армійський корпус)     |             |          |            | 1,474   | 3       |                                                  |
| Загалом (анексовані території)    |             |          |            | 7,501   |         |                                                  |
| Загалом                           |             |          |            | 29,627  |         |                                                  |

Серед нерегулярних італійських збройних формувань (банд), які також підтримувались італійським військовим командуванням та цивільною адміністрацією, а також регулярних банд найчисельнішими та найзначущими були православні формування під головуванням Момчило Джуїча — православного священника й відомого політичного діяча міжвоєнного періоду — та мусульманський прочетниківський батальйон під керівництвом лікаря з Мостара Ісмета Поповаца. Протягом 1942 батальйон активно діяв на стороні італійських військ, допоки не був знищений під час бойових дій. Хорватські та італійські формування були об'єднані в єдиний батальйон, який отримав назву Задар.